# Gospodarz (gmina)
Gospodarz (od 1953 Rzgów) – dawna gmina wiejska istniejąca do 1953 roku w woj. łódzkim. Nazwa gminy pochodzi od wsi Gospodarz, lecz siedzibą władz gminy był Rzgów.
Za Królestwa Polskiego gmina Gospodarz należała do powiatu łódzkiego w guberni piotrkowskiej. 19 maja?/31 maja 1870 do gminy przyłączono pozbawiony praw miejskich Rzgów (Rżgów).
W 1915 roku niemieckie władze okupacyjne wprowadziły administrację cywilną i z wiejskiej gminy Gospodarz wyodrębniły Rzgów, nadając mu status miasta, liczącego w 1916 roku 2165 mieszkańców. Władze polskie nie uznały jednak Rzgowa za miasto w 1919 roku, przez co Rzgów stał się ponownie osadą w wiejskiej gminie Gospodarz.
W okresie międzywojennym gmina Gospodarz należała do powiatu łódzkiego w woj. łódzkim. 1 kwietnia 1927 do gminy Gospodarz przyłączono część obszaru gminy Brus (Gadka Stara, Gadka Nowa i Ruda Las). 
Po wojnie gmina zachowała przynależność administracyjną. 13 lutego 1946 roku z gminy Gospodarz wyłączono część wsi Starowa Góra i włączono ją do Łodzi. 1 lipca 1952 roku gmina składała się z 12 gromad: Czyżeminek, Gadka Nowa, Gadka Stara, Gospodarz, Guzew, Kalinko, Modlica, Prawda, Romanów, Rydzynki, Rzgów i Starowa Góra.
21 września 1953 roku jednostka o nazwie gmina Gospodarz została zniesiona przez przemianowanie na gminę Rzgów.